# Reporters (journal)
Pour les articles homonymes, voir Reporters.
Reporters est un quotidien national algérien d'expression française créé en 2012, dont le siège se trouve à la Maison de la presse Tahar Djaout, au 1, rue Bachir Attar, 1er-Mai - Alger.. 

## Historique
Son premier numéro est sorti le jour de la fête nationale de l'Algérie : la Fête de la révolution, le 1er novembre 2012 ; sa Une était titrée « Novembre, une résilience algérienne ».